# Municipio de Garness
El municipio de Garness (en inglés: Garness Township) es un municipio ubicado en el condado de Burke en el estado estadounidense de Dakota del Norte. En el año 2010 tenía una población de 41 habitantes y una densidad poblacional de 0,44 personas por km².

## Geografía
El municipio de Garness se encuentra ubicado en las coordenadas 48°35′51″N 102°31′51″O / 48.59750, -102.53083. Según la Oficina del Censo de los Estados Unidos, el municipio tiene una superficie total de 93.17 km², de la cual 92,55 km² corresponden a tierra firme y (0,66 %) 0,62 km² es agua.

## Demografía
Según el censo de 2010, había 41 personas residiendo en el municipio de Garness. La densidad de población era de 0,44 hab./km². De los 41 habitantes, el municipio de Garness estaba compuesto por el 100 % blancos. Del total de la población el 0 % eran hispanos o latinos de cualquier raza.